# Olga Marcinkiewicz
Olga Marcinkiewicz (ur. 29 grudnia 1969) – menedżer kultury, kurator sztuki, działaczka społeczna, tłumaczka.
Absolwentka Wydziału Wiedzy o Teatrze PWST w Warszawie. Ukończyła również studia podyplomowe na Wydziale Historii i Filozofii Sztuki i Architektury Uniwersytetu Środkowoeuropejskiego w Pradze, Wydziale Historii Uniwersytetu Oksfordzkiego i Wydziale Reżyserii Teatralnej PWST w Krakowie. Specjalistka counsellingu Gestalt (Diploma Di Gestalt Counselling – Instituto Gestalt Firenze).
Współzałożycielka i dyrektor artystyczny Teatru Gestu i Ruchu w Krakowie (1998–2001). Reżyser i choreograf spektakli teatralno-tanecznych Śmierć Ofelii, Lady Makbet w wykonaniu Marty Pietruszki. W 2000 roku Śmierć Ofelii otrzymała nagrodę Polskiego Teatru Tańca z Poznania.
W latach 2005–2007 dyrektor artystyczny Galerii Turleja w Krakowie. Kuratorka wystaw: Brendan Neiland, New Perspective, 13 for Krakow, Women by Women, malarstwo kobiet indyjskich, Art of the Future w ramach Międzynarodowego Triennale Sztuki ITCA w Pradze. Koordynatorka międzynarodowych projektów artystycznych 4 for 4 International Photography Project – Bratysława, Budapeszt, Kraków, Mobility Re-reading of the Future.
W latach 2008–2009 dyrektor instytucji "Toruń 2016" odpowiedzialnej za starania Torunia o tytuł Europejskiej Stolicy Kultury 2016. Twórczyni Międzynarodowego Festiwalu Światła Skyway w Toruniu i dyrektor pierwszej edycji Skyway'09.
Od 2010 działa na rzecz projektu „Kultura w Budowie” w Bydgoszczy i zmiany systemu zarządzania kulturą w Polsce w ramach ruchu społecznego Obywatele Kultury. Wraz z Pawłem Łysakiem koordynuje pracami Obywatelskiej Rady Kultury w Bydgoszczy, z której inicjatywy podpisany został Bydgoski Pakt dla Kultury. Szefowa programowa Bydgoskiego Kongresu Kultury 2011, członkini Zespołu ds. Masterplanu – Strategii Rozwoju Kultury w Bydgoszczy do 2030 roku. Założycielka Laboratorium Żywej Kultury, w ramach którego razem z Karolem Zamojskim prowadziła cykl debat dotyczących partycypacji i uspołecznienia procesów zarządzania kulturą.
Autorka tekstów dotyczących kultury publikowanych m.in. w magazynie „B4Mag” (nr 02, 03, 04, 06). Wraz z Grzegorzem Kondrasiukiem redaktorka publikacji Po co nam centra kultury?, będącej podsumowaniem debaty prowadzonej przez kilka miesięcy w wielu miastach Polski na temat roli centrów, domów, ośrodków kultury w nowej rzeczywistości.